# دیرک کمپ
دیرک کمپ (انگلیسی: Dirk Kemp؛ زادهٔ ۱۵ اکتبر ۱۹۱۳) بازیکن فوتبال اهل آفریقای جنوبی است.
از باشگاه‌هایی که در آن بازی کرده‌است می‌توان به باشگاه فوتبال لیورپول اشاره کرد.